# Кивинен, Маркку
Ма́ркку Ки́винен (фин. Markku Kivinen; род. 5 июня 1951, Хельсинки) — финский социолог и писатель, с 1996 года возглавляющий Александровский институт при Хельсинкском университете. Его специализация — исследования России и динамика социальных процессов. С 2012 года возглавляет Центр исследований России при Академии Финляндии.
Кивинен изучал социологию и философию на факультете общественных наук Хельсинкского университета, в 1989 году защитил докторскую диссертацию. На сегодняшний день является одним из ведущих финских специалистов по России, будучи автором нескольких сотен научных трудов.
Помимо научных работ Кивинен написал два художественных произведения, одно из которых, «Последний ход слоном», представляет собой роман-антиутопию о том, как усугубившиеся взаимоотношения России и НАТО привели мир к ядерной катастрофе.

## Избранные работы, переведенные на русский язык
- Прогресс и хаос: социологический анализ прошлого и будущего России. СПб.: Акад. проект, 2001, ISBN 5-7331-0186-5.
- Средний класс в современной России // Мир России, 2004, № 4.
- Перестройка и леворадикальный фундаментализм — модельные переменные предыдущей российской модернизации. М., 2010.

## Художественные произведения
- Betonijumalia (Бетонные боги). Helsinki: Teos, 2009. ISBN 978-951-851-184-0.
- Lähetin loppupeli (Последний ход слоном). Helsinki: Teos, 2016. ISBN 978-951-851-696-8.

## Звания и награды
- Орден Финской Белой Розы 1-й степени, 2009
- Серебряная медаль Хельсинкского университета, 2011
- Премия города Хельсинки за исследовательскую деятельность, 2014
- Действительный член Международной Евразийской Академии Наук, 2015